# Trichorondonia hybolasioides
Trichorondonia hybolasioides là một loài bọ cánh cứng trong họ Cerambycidae.